# Monika Trotz
Monika Trotz (* 9. April 1965 in Wien; † 13. Juni 2012) war eine österreichische Altistin, Jazzsängerin und  Komponistin. Das Oesterreichische Musiklexikon zählte sie im Jahr 2008 zu den bedeutendsten Jazz-Vokalistinnen der Wiener Jazz-Szene.

## Leben und Wirken
Trotz begann ihre Gesangskarriere im Kinderchor und sang dann im Kirchenchor. Sie studierte zunächst Tanzpädagogik am Konservatorium der Stadt Wien, um dann in den Musical-Lehrgang auf der Hochschule für Musik und darstellende Kunst Wien zu wechseln. Bereits in dieser Zeit sang sie in einer Jazzband. Von 1989 bis 1992 studierte sie Jazzgesang an der Musikhochschule Graz bei Mark Murphy, Sheila Jordan, Jay Clayton und Andy Bey, was eine klassische Gesangsausbildung am Franz Schubert Konservatorium (zwischen 1983 und 1985) ergänzte. Außerdem nahm sie Kompositionsunterricht bei Christoph Cech.
Sie sang im Quintett mit Uli Scherer, Herbert Joos und Hélène Labarrière und im Duo mit Anna Lauvergnac. Mit dem Vienna Art Orchestra ging sie ebenso auf Tournee wie mit dem Koehne Quartett. Sie komponierte im Bereich der Neuen Musik für das Ensemble Janus ebenso wie im Bereich des Jazz für das von ihr geleitete Ensemble L‘Ardeur, das Koehne Quartett sowie das Concert Jazz Orchestra Vienna. Weiterhin sang sie seit 2002 im A-cappella-Quartett Velvet Voices, arbeitete als Musikpädagogin und gab unter anderem Jazzgesangsunterricht am Wiener Gustav-Mahler-Konservatorium.
Monika Trotz starb im Juni 2012 im Alter von 47 Jahren an einer Krebserkrankung.

## Preise und Auszeichnungen
1998 erhielt sie ein Staatsstipendium für Komposition; im Folgejahr war sie die Preisträgerin des Gustav-Mahler-Kompositionswettbewerbs. Auch wurde sie mit einem Arbeitsstipendium für kompositorische Tätigkeit des Bundes ausgezeichnet.

## Diskographische Hinweise
- Vienna Art Orchestra Ballads (1995, 1996)
- Heinrich von Kalnein Perfect World (mit Lars Lindvall, Emil Spayi, Henning Sieverts, Christian Salfellner und Nguyên Lê; 1997)
- Janus things
- L’ardeur Quieten Down (mit Ilse Riedler, Wolfgang Puschnig, Uli Scherer, Ingrid Oberkanins, Maria Frodl; 2005)
- Velvet Voices Nylons, Swing & Chesterfield (2005)
- Velvet Voices essence (2006)